# Testsuite (Webapplikation)
testsuite.de ist eine Webanwendung für die Erstellung und transparente Beurteilung von schriftlichen Leistungsnachweisen zur Unterstützung des didaktischen Qualitätsmanagements.
Die testsuite unterstützt die Erstellung und Analyse von Lernstandskontrollen (Tests, Klausuren, Belege usw.) in (Hoch-)Schulprozessen und im Personalmanagement. Sie ermöglicht durch ihre kognitiv-konstruktivistische Grundlage sowie ihre klar definierten Prozesse eine weitgehend vergleichbare, transparente und reproduzierbare, streuarme Bewertung des Erreichens von Lernzielen. Es werden zudem Verwaltungsaufgaben übernommen, Formulare, Organisationshilfen, Übersichten so weit möglich unterstützt und weitgehend optimierte Prozesse abgebildet, die der Entscheidungsfindung und effektiveren Arbeit im Handling von Leistungsbewertungen dienlich sind.

## Philosophie
Die gehirngerechte (kognitive) Leistungsbeurteilung steht im Mittelpunkt der Aufmerksamkeit. Als Lösungsvorschlag für die Probleme der Subjektivität und Heterogenität von Leistungsmessungen trägt die testsuite zur Unterstützung des didaktischen Qualitätsmanagements bei.
Dabei stehen Usability und Praxistauglichkeit im Vordergrund. Im Gegensatz zum reinen E-Learning unterstützt die Software den klassischen Prozess der schriftlichen Leistungsüberprüfung in Form von Klassenarbeiten und Prüfungen:
1. Test am Computer erstellen
2. ausdrucken, durchführen und wieder einsammeln
3. Test mit Hilfe des PCs kontrollieren
4. Auswertungen werden automatisch generiert

## Funktionen
Das System enthält folgende Komponenten:
- Testerstellung
- Testauswertung
- Notenbuch
- Curriculum
- Verwaltung

### Testerstellung
Mit Hilfe der Testerstellung lassen sich die Leistungsnachweise verwalten. Als Ergebnis kann der Nutzer den Test als Dokument im PDF-Format generieren. Die klaren
didaktischen Strukturen unterstützen Lehrer und Schüler bei der Lernleistungsmessung z. B. mit Hilfe:
- Thema, didaktische Zielsetzung, Dauer, Hilfsmittel usw. für Planung des Tests
- Schwierigkeitsprofil des Tests
- einheitlicher, strukturierter Aufbau der Tests
- Aufgabenkomplexe mit Situationsbeschreibungen zur Definition ebendieses didaktischen Rahmens
- Darstellung der Punkte & Schwierigkeit zu jeder Aufgabe

### Testauswertung
Die Testauswertung unterstützt die Leistungsbeurteilung. Die Gesamtleistung des Kurses kann statistisch ausgewertet werden, um den Lernende einen Überblick in Relation zu den anderen Lernenden zu ermöglichen. Die automatisch erstellte Klassenliste enthält die Zusammenfassung der Leistungen aller Teilnehmer an einem Test. Neben berechneten Kennzahlen (Prozent, Median und Durchschnitt) sowie der Noten, wird das Notenprofil des Kurses visualisiert.
Automatisch generierte Report Cards dienen als personalisiertes Feedback dem Lernenden als ausführliche Auswertung der eigenen Leistung. Lösungs- und Leistungsprofil sichern, dass jeder einzelne Punkt detailliert nachvollziehbar ist.

## Versionen

### testsuite 1.0

Bewertung eines Tests (Version 1.0)

Die Entwicklung der testsuite begann im Jahr 2001 als kleines Forschungsprojekt. Im Sommer des Jahres 2002 wurde ein erster Prototyp erstellt, welcher ab 2003 zur Version 1.0 weiterentwickelt wurde. Die Softwareversion wurde als Studie nur einer kleinen Anzahl ausgewählter Nutzer zur Verfügung gestellt.

### testsuite 2.0

Aufgabenübersicht (Version 2.1)

Die Entwicklung an Version 2 begann im Juni 2006. Es wurden zwei Beta-Versionen und mehrere Snapshots veröffentlicht. Die endgültige Version wurde am 31. August 2007 freigegeben.
Neben der technischen Überarbeitung wurden die aus dem Praxistest gewonnenen Ergebnisse eingearbeitet.
In unregelmäßigen Abständen erscheinen fehlerkorrigierte Versionen, wobei das letzte Update im Oktober 2008 mit der Versionsnummer 2.1 erschien.

### testsuite 3.0
Am 29. März 2009 wurde die aktuelle Version 3.0 veröffentlicht, welche ein komplett überarbeitetes Bedienkonzept enthält.

## Systemvoraussetzungen
Als web-basierte Anwendung sind Webbrowser und Internetzugang selbstverständliche Voraussetzungen. Des Weiteren werden folgende technische Anforderungen gestellt:
- Programm zum Anzeigen von PDF-Dokumenten (z. B. Adobe Reader)
- Drucker (empfohlen)
- automatische Rechtschreibkontrolle als Browser-Erweiterungsmodul (empfohlen)